# Schwerer Panzerspähwagen (6-Rad)
Schwerer Panzerspähwagen (6-Rad) – seria niemieckich trzyosiowych ciężkich samochodów pancernych klasy schwerer Panzerspähwagen oznaczonych jako Sd.Kfz. 231 i Sd.Kfz. 232 (wersja z radiostacją), skonstruowanych w latach 30. XX wieku i używanych podczas początkowego okresu II wojny światowej. Do rodziny tej należał też wóz łączności radiowej Panzerfunkwagen Sd.Kfz. 263.

## Produkcja
Trzyosiowe samochody pancerne schwerer Panzerspähwagen (6-Rad) były jednymi z pierwszych pojazdów bojowych produkowanych dla odradzającej się po I wojnie światowej i potajemnie łamiącej ograniczenia traktatu wersalskiego armii niemieckiej (Reichswehry). Początkowo od 1927 roku prowadzono prace nad cztero- i pięcioosiowymi podwoziami dla samochodów pancernych o dużych zdolnościach terenowych, lecz ich wysoki koszt spowodował zarzucenie tych projektów, zwłaszcza w obliczu kryzysu gospodarczego i potrzeb masowej produkcji dla szybko rozwijającej się armii. W 1930 roku rozpoczęto prace nad prostszymi samochodami pancernymi, skonstruowanymi w oparciu o podwozia produkowanych już trzyosiowych ciężarówek. Pierwsze modele, oparte na podwoziach Daimler-Benz G3A i Büssing-NAG G31P, testowano w 1932 roku.
Pojazdy budowano na zbliżonych do siebie wymiarowo podwoziach trzech firm: Daimler-Benz G3A (9 podwozi), Büssing-NAG G31P (45 podwozi) i ostatecznie najliczniejszym Magirus M206A (68 podwozi, dostarczanych w latach 1934-1936). Pancerne nadwozia były takie same, z drobnymi różnicami wynikającymi z podwozia, montowane przez Daimler-Benz (19 sztuk), a następnie zakłady Schichau-Werke w Elblągu i Deutsche-Werke w Kilonii.
Oprócz podstawowej wersji produkowano samochody wyposażone w radiostację, z charakterystyczną anteną ramową na wspornikach montowanych z tyłu kadłuba oraz na wieży. Początkowo samochody zaklasyfikowane były jako gepanzerter Kraftwagen ("pojazd opancerzony") i oznaczone Kfz.69 oraz (Fu)Kfz.69a dla wersji z radiostacją. W kwietniu 1936 przeklasyfikowano je na schwerer Panzerspähwagen ("ciężki pancerny wóz rozpoznawczy") i oznaczono Sonder Kraftfahrzeug (Sd.Kfz.) 231 lub 232 dla wersji z radiostacją. Później, dla odróżnienia od nowszych samochodów ośmiokołowych o tym samym oznaczeniu, oznaczano je jeszcze dodatkowo jako (6-Rad) (sześciokołowe, mimo że w istocie były one dziesięciokołowe, biorąc pod uwagę koła bliźniacze tylnych osi).
Zbudowano także serię 28 samochodów łączności radiowej Sd.Kfz.263.

## Konstrukcja

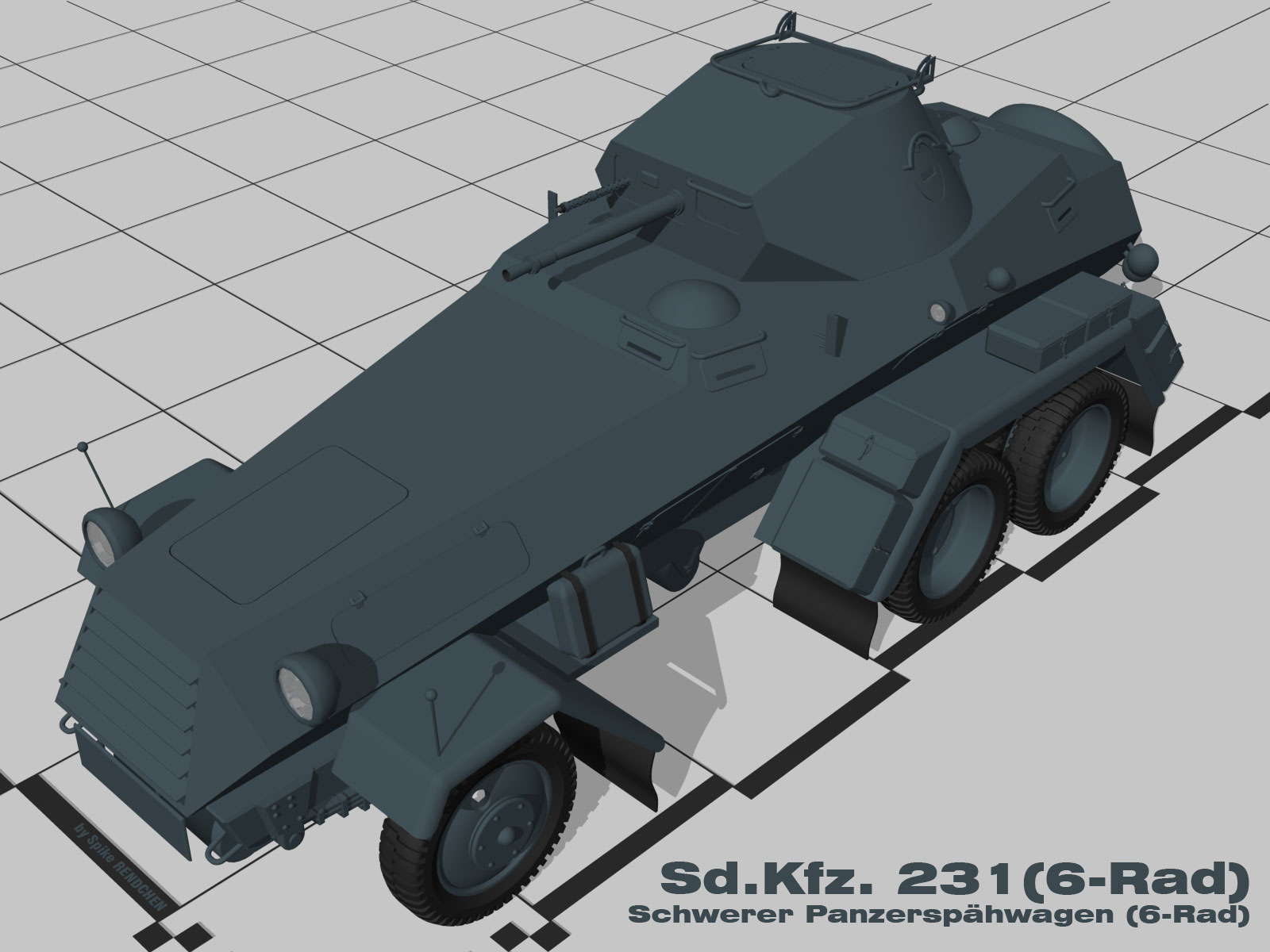
Sd.Kfz. 231

Sd.Kfz. 231 (6-Rad) był produkowany przy wykorzystaniu podwozia trzyosiowego samochodu ciężarowego. Poszczególne podwozia różniły się m.in. rozstawem osi, odpowiednio przód / tył: Magirus M206A: 250/90 cm, Büssing-NAG G31P: 270/95 cm, Daimler-Benz G3A: 300/95 cm. Konstrukcja w spadku po cywilnym podwoziu miała napęd jedynie na dwie tylne osie, a skrętną jedynie przednią, oraz silnik umiejscowiony z przodu pojazdu. Na kadłubie zamontowana została obrotowa wieżyczka z działkiem KwK 30 L/55 i karabinem maszynowym MG 13. Opancerzenie stanowiły stalowe płyty o grubości od 4 do 13 mm, ustawione pod różnymi kątami w celu zwiększenia jego efektywności. Pojazd w wersji Sd.Kfz.232 wyposażono również w radiostację typu FuG Spr Ger. Interesującym detalem konstrukcyjnym na części pojazdów było zastosowanie małych, dodatkowych kół z przodu i od spodu pojazdu (między przednią i tylnymi osiami), pomagającym pokonać strome przeszkody i bruzdy.

## Historia bojowa
Pojazdy typu Sd.Kfz. 231 (6-Rad) były wykorzystywane przez Wehrmacht w początkowym okresie II wojny światowej do działań rozpoznawczych w Polsce oraz w kampanii francuskiej. Niewielka liczba egzemplarzy była używana także w kampanii bałkańskiej oraz w początkowej fazie operacji Barbarossa.
Znajdowały się na wyposażeniu batalionów rozpoznawczych, lecz z powodu słabego opancerzenia i przywiązania do dróg (brak napędu na wszystkie koła) wiele z nich zostało zniszczonych, a model ten został wyparty przez inne konstrukcje, zwłaszcza Achtrad.

## Wersje rozwojowe

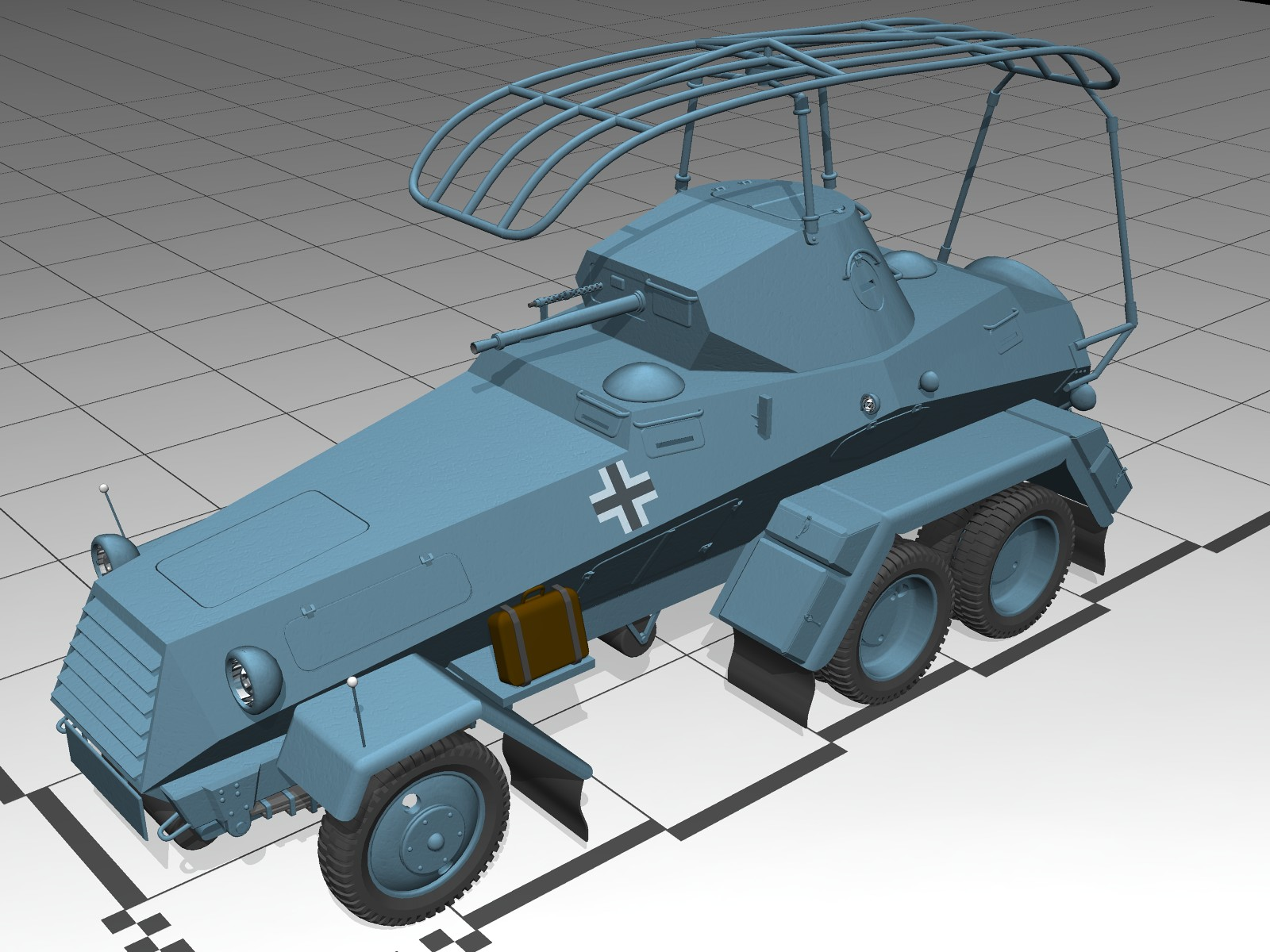
Sd.Kfz. 232

Sd.Kfz. 232 Schwerer Panzerspähwagen (6-Rad) (Fu) – samochód rozpoznawczy wyposażony w radiostację – nad wieżyczką została zamontowana (w sposób umożliwiający pełny obrót wieżyczki) antena w formie ramy. W wyniku modyfikacji jego masa wzrosła do 6,1 tony.
Sd.Kfz. 263 Panzerfunkwagen (6-Rad) – wóz łączności radiowej, z dodatkowym miejscem dla 5 członka załogi – radiooperatora. Wersja ta posiadała tylko 1 karabin maszynowy MG 13 w nieruchomej wieżyczce. Masa pojazdu wynosiła 5,75 ton.